# アルヤジ・ベデネ
- アルヤズ・ベデネ

アルヤジ・ベデネ（Aljaž Bedene, 1989年7月18日 - ）は、スロベニア・リュブリャナ出身の元男子プロテニス選手。ATPツアーでシングルス・ダブルスともに優勝はない。自己最高ランキングはシングルス43位、ダブルス127位。身長183cm、体重72kg。右利き、バックハンド・ストロークは両手打ち。
名前はアリアス、アルヤズなど表記揺れが多い。
2015年からスロベニアからイギリス国籍に移籍したが、2018年からスロベニア国籍に再び移籍してデビスカップのスロベニア代表として出場している。

## 選手経歴

### ジュニア時代
7歳からテニスを始める。双子の兄弟であるアンドラジ（Andraž）もテニスをしていたがATPランキング最高位は800位台であった。

### 2008年 プロ転向
2008年にプロに転向。

### 2013年 グランドスラム初出場
4大大会では2013年全豪オープンで初出場した。

### 2015年 ツアー初の決勝進出

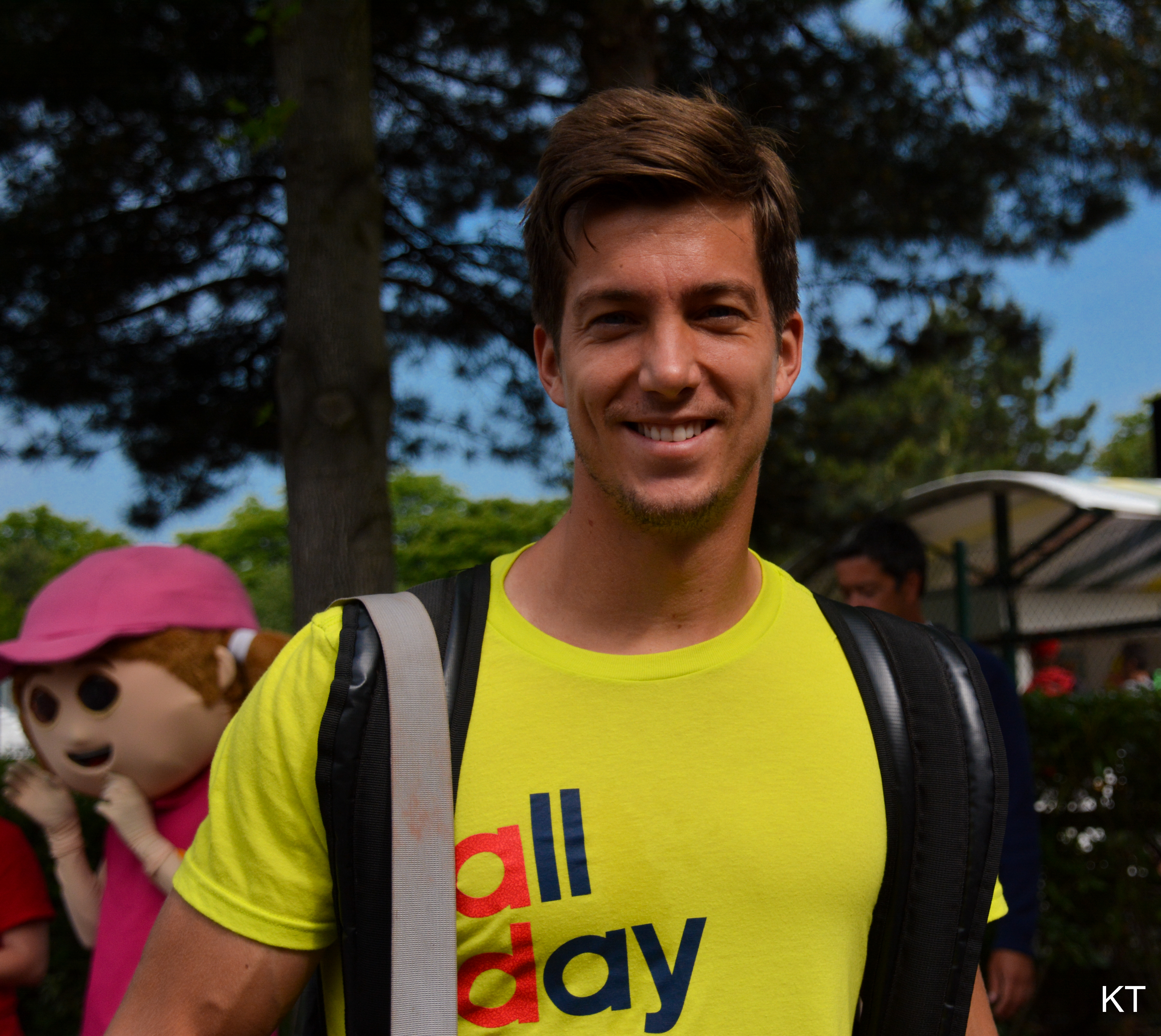
アルヤズ・ベデネ（2015年）

2015年3月にイギリスの市民権を獲得し、イギリス国籍で出場していたが国際テニス連盟がデビスカップのイギリス代表としての出場を認めなかったため、五輪出場を目指すため2018年からは再びスロベニア国籍で出場している。

### 2021年 ウィンブルドン3回戦進出

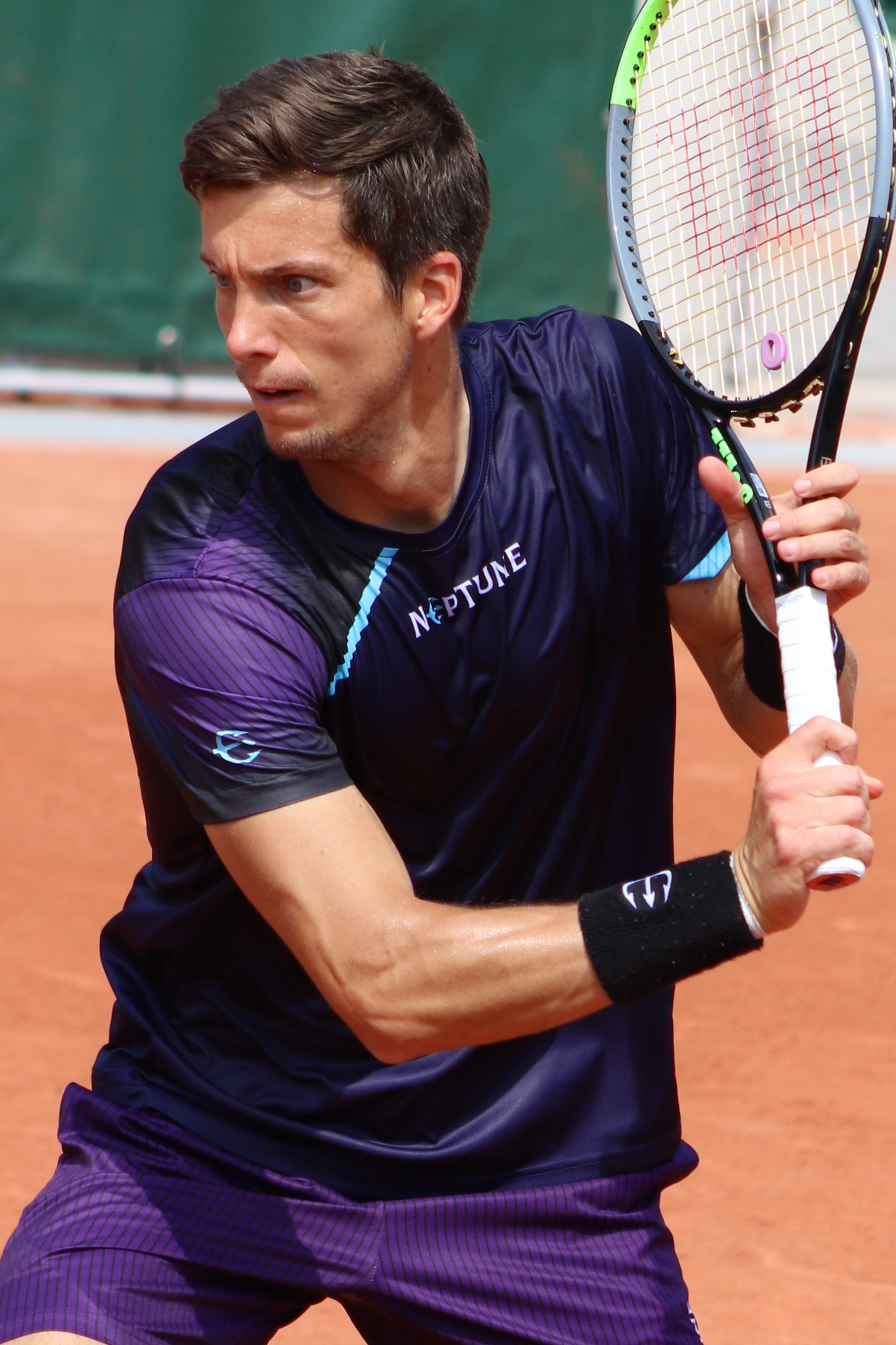
2021年全仏オープンでのアルヤズ・ベデネ

### 2022年 全仏3回戦進出 引退
2022年全仏オープンで約8ヶ月ぶりの復帰をして、グランドスラムで3回戦進出を果たした。3回戦ではディフェンディングチャンピオンのノバク・ジョコビッチに敗れた。今季のデビスカップ後に現役引退を発表した。

## ATPツアー決勝進出結果

### シングルス: 4回 (0勝4敗)
| 大会グレード                            |
| グランドスラム (0-0)                    |
| ATPワールドツアー・ファイナル (0-0)     |
| ATPワールドツアー・マスターズ1000 (0-0) |
| ATPワールドツアー・500シリーズ (0-0)    |
| ATPワールドツアー・250シリーズ (0–4)    |

| サーフェス別タイトル |
| ハード (0–2)         |
| クレー (0-2)         |
| 芝 (0-0)             |
| カーペット (0-0)     |

| 結果   | No. | 決勝日        | 大会             | サーフェス     | 対戦相手                         | スコア                  |
| ------ | --- | ------------- | ---------------- | -------------- | -------------------------------- | ----------------------- |
| 準優勝 | 1.  | 2015年1月11日 | チェンナイ       | ハード         | スタン・ワウリンカ               | 3–6, 4–6                |
| 準優勝 | 2.  | 2017年4月30日 | ブダペスト       | クレー         | リュカ・プイユ                   | 3–6, 1–6                |
| 準優勝 | 3   | 2018年2月18日 | ブエノスアイレス | クレー         | ドミニク・ティーム               | 2–6, 4–6                |
| 準優勝 | 4.  | 2019年9月22日 | メス             | ハード（室内） | ジョー＝ウィルフリード・ツォンガ | 7-6(7-4), 6-7(4-7), 3-6 |

## シングルス成績
略語の説明
| W | F | SF | QF | #R | RR | Q# | LQ | A | Z# | PO | G | S | B | NMS | P | NH |

W=優勝, F=準優勝, SF=ベスト4, QF=ベスト8, #R=#回戦敗退, RR=ラウンドロビン敗退, Q#=予選#回戦敗退, LQ=予選敗退, A=大会不参加, Z#=デビスカップ/BJKカップ地域ゾーン, PO=デビスカップ/BJKカッププレーオフ, G=オリンピック金メダル, S=オリンピック銀メダル, B=オリンピック銅メダル, NMS=マスターズシリーズから降格, P=開催延期, NH=開催なし.
| 大会           | 2010 | 2011 | 2012 | 2013 | 2014 | 2015 | 2016 | 2017 | 2018 | 2019 | 通算成績 |
| -------------- | ---- | ---- | ---- | ---- | ---- | ---- | ---- | ---- | ---- | ---- | -------- |
| 全豪オープン   | A    | A    | LQ   | 1R   | 1R   | 1R   | 1R   | 1R   | 1R   | 1R   | 0–7      |
| 全仏オープン   | A    | A    | LQ   | 1R   | A    | 1R   | 3R   | 2R   | 1R   | 1R   | 3–6      |
| ウィンブルドン | LQ   | A    | LQ   | 1R   | 1R   | 2R   | 1R   | 3R   | 2R   | 1R   | 4–7      |
| 全米オープン   | A    | A    | LQ   | 1R   | LQ   | 2R   | 1R   | 1R   | 1R   | 3R   | 3–6      |

### 大会最高成績
| 大会                 | 成績 | 年               |
| -------------------- | ---- | ---------------- |
| ATPファイナルズ      | A    | 出場なし         |
| インディアンウェルズ | 1R   | 2013, 2016, 2022 |
| マイアミ             | 3R   | 2014             |
| モンテカルロ         | 2R   | 2016, 2018       |
| マドリード           | A    | 出場なし         |
| ローマ               | 3R   | 2018             |
| カナダ               | A    | 出場なし         |
| シンシナティ         | 3R   | 2020             |
| 上海                 | 2R   | 2017             |
| パリ                 | 2R   | 2015             |
| オリンピック         | A    | 出場なし         |
| デビスカップ         | PO   | 2018, 2022       |
| ATPカップ            | A    | 出場なし         |